# فرد ويلينغتون بوين
فرد ويلينغتون بوين هو سياسي كندي، ولد في 23 مايو 1877 في كندا، وتوفي في 7 يوليو 1949. حزبياً، نشط في حزب كندا المحافظ. وقد انتخب عضو مجلس العموم الكندي.